# Gnaphalium austroafricanum
Gnaphalium austroafricanum là một loài thực vật có hoa trong họ Cúc. Loài này được Hilliard mô tả khoa học đầu tiên năm 1981.